# Antički portret u Hrvatskoj
Portret je lik osobe prikazan u slici, grafici i skulpturi; po namjeni i sadržaju može biti reprezentativan ili intiman. Na portretu može biti prikazana samo glava čovjeka, ili poprsje, lik do koljena ili čitav lik. Portret je također vrlo važna stavka kroz čitavu povijest umjetnosti. Slikari i kipari su stoljećima portretirali razne važne i „nevažne“ ljude i tako stvorili trajnu zabilježbu njihovog postojanja. 

## Tipovi antičkih portreta
U antičko vrijeme, portreti su se nalazili na različitim vrstama spomenika poput statua, bisti, preko nadgrobnih spomenika do predmeta svakodnevne uporabe - nakita i novca. Oni su bili različite namjene i funkcije te su se izrađivali od različitih materijala (primjerice: bronca, mramor) i u različitim mjerama te su bili korišteni u najrazličitijim strukturama rimskog društva. Portreti se po svom karakteru dijele na one javnog, odnosno službenog karaktera i na one privatnog karaktera.

### Službeni portreti
Službeni portreti čine najvažniju grupu u kojoj se ubrajaju statue careva, pretendenata na prijestolje i članova carske obitelji. Bili su postavljani na istaknuta mjesta u gradu poput foruma, termi, bazilika ili kazališta. Postavljale su ih komune i bogatiji građani (u svrhu dodvoravanja carevima). Glavni cilj bio je izražavanje podaničke odanosti i počasti caru i njegovoj obitelji
Portreti na falerama predstavljali su tip vojničkog portreta. Falere su bile okrugle pločice izražene na štitovima antičkih vojnika koje su bile napravljene od plemenitih metala. Portreti na njima bili su vrsta vojničkog odlikovanja koje su vojnici dobili kao zasluge za djelovanje na bojnom polju
Carski likovi na novcima nastali su na temelju službenih portreta (rimskog podrijetla). U Hrvatskoj se posebno isticao novac ilirskih dinasta prije razdoblja rimske dominacije koje datira iz kasnog helenizma i zapravo je skoro jedinstveno svjedočanstvo portretistike grčkog karaktera. 
Glave na prstenju – kameo bile su većinom privatnog karaktera, jer postoji i ukrasno kamenje bez carske grupe, a većinom su služile kao javno izražavanje privrženosti caru; odnosno kao carska propaganda u privatnoj sferi. Također, službeni carski motivi nalaze se i na utezima antičkog razdoblja.
Počasni portreti su se u starom Rimu izrađivali u čast osobama koje su zadužile komunu, odnosno državu. U Hrvatskoj ne postoje dokazi za postojanje takvih portreta; postoje samo natpisi koji se ne mogu smatrati valjanom dokumentacijom, tj. čvrstim dokazom.
Portreti na mozaicima kršćanskih crkava su još jedna vrsta službenih portreta koje su većinom naručivali donatori i postavljali su se u crkvama. Najpoznatiji primjer kod nas – mozaik Eufrazijeve bazilike u Poreču.
Kopiranje portreta poznatih osoba kao što su pjesnici, filozofi, govornici, državnici ili vojskovođe iz prošlosti predstavljalo je kulturni ugođaj. Takvi portreti postavljani su na javnim građevinama poput termi, biblioteka ili amfiteatrima. Oni su također bili znak visokog poštovanja građana prema dotičnom liku prikazanom na skulpturi. Isto tako, služili su i kao dekoracija velikih arhitektonskih ambijenata poput dvostrukih hermi iz Salone (ograda glavne lože amfiteatra).Važno je napomenuti da pojedini atributi, odnosno legende omogućuje identifikaciju likova.

### Privatni karakter
Portreti privatnog karaktera pripadaju najvećoj skupini portreta. Nalazili su se većinom na nadgrobnim spomeincima (stelama, arama, sarkofazima) i predstavljali su lik u aspektu društvenog ugleda i položaja. Pomoću njih se može pratiti razvoj lokalne portretne plastike.
Imagines Maiorum je naziv za posmrtne maske koje su ugledne obitelji u antičkom Rimu držale u posebnoj prostoriji i nosile ih za vrijeme pogreba ili drugih važnijih javnih događaja. Njima su također potvrđivali i drevnost loze, pošto se u nekim kućama znalo naći i preko stotinjak posmrtnih maski.
Na predmetima svakodnevne uporabe nalazimo portrete koji mogu biti na gemama, ukosnicama, prstenima; ali je teško identificirati prikazani lik, što zbog malog formata, što zbog nedostatka valjane dokumentacije.

## Grčka skulptura
Za portrete grčke umjetnosti može se reći da su oni bili simbolički, znakovni i deskriptivni te da im je trebao atribut da bismo ih mogli raspoznati. Prekretnica u fizionomijskim portretima javlja se tek s Lizipovim portretom Aleksandra Velikog krajem 4.stoljeća prije Krista. 
Grčka skulptura, koja je neraskidivo povezana s pojavom portreta, javlja se još u davnom 8. stoljeću pr. Kr. kada datiraju prve drvene skulpture. Veliki utjecaj na ranu grčku umjetnost izvršila je egipatska kultura. Primjerice, skulptura faraona Mikerina s ženom u svojoj frontalnosti, blagom iskoraku i obradi glave i frizura dijeli sličnost s grčkim skulpturama nagih mladića (kurosima odnosno kurojima) iz 7. i 6. st. pr. Kr. Jedini individualizirajući element najstarijih tipova grčkih skulptura bio je „arhajski smiješak“.
„Oslobađanje“ u oblikovanju skulpture pratimo preko, primjerice, skulpture „Umirućeg ratnika“ (istočni zabat Afajina hrama, oko 480.godine pr. Kr.)  čiji su atributi kaciga i štit. Pojavljuje se ekspresivnost u skulpturi, eksperimenti s tijelom. Tada dolazi do vrhunca klasičnog razdoblja. Skulpture se ravnaju prema Polikletovom kanonu (primjerice Dorifor), a najljepše primjere oblikovanja možemo vidjeti na skulpturama Zeusovog hrama u Olimpiji.
Zreloklasičnu skulpturu obilježava primjerice, Mironov „Diskobol“ koji otvara pitanje problematizacije dinamičnog pokreta. U tom razdoblju događa se i najbitnija promjena vezana uz idividualizaciju lika, odnosno pojave portreta. To je Lizipov portret Aleksandra Velikog. Prije njega nema portreta, jer nema potrebe za njima – prikazivali su se uglavnom bogovi i atlete. Njegovom skulpturom porušene su barijere između bogova i ljudi i od te prekretnice pratimo nove žanr scene u svijetu skulpture, odnosno portreta. Tu su novi portretni likovi poput filozofa, skulpture pokojnika ili govornika. Javlja se novo problematiziranje atletskih scena (Boksač iz Termosa; 1. stoljeće pr. Kr) ili čak i karikaturalnost (Jockey iz Artemisona). 
Već u to doba dolazi do ponovnog doticaja Grčke i Rima. Naravno, one su i prije bile povezane, Grčka je utjecala na Rim u arhajsko doba (npr. grčka terakota), pa se nakon praznine u 2 i 3. stoljeću ponovno javlja kontakt s umjetnošću tih dviju velesila.

### Grčki portret u Hrvatskoj
Utjecaj grčke umjetnosti na prostore Hrvatske započinje s dolaskom prvih grčkih kolonija. Početkom klasičnog razdoblja, u 4. stoljeću prije Krista ti utjecaji postaju sve snažniji. Značajni nalazi za to razdoblje su nadgrobne stele s prikazima pokojnika, a posebno se ističe nalaz na Visu, nekadašnjoj Issi gdje je pronađena skulptura glave starca. Budući da stražnja strana glave nije do kraja obrađena, vjeruje se da je riječ o fragmentu stele. Karakteristike nađenog dijela skulpture su arhajske – pojavljuje se klasični „arhajski smiješak“. Još jedan važan segment grčkog portreta u Hrvatskoj pojavljuje se na kovanim novčićima. Prvi vladar koji je stavio svoj lik na novac bio je Aleksandar Veliki i od njegove vladavine možemo pratiti razvoj portreta vladara na kovanicama.  U Dalmaciji su pronađeni tipovi takozvanog „Ionio“ novca odnosno Jonijevog novca. I dan danas se raspravlja oko toga tko je prikazan na kovanici- lokalni heroj Jonije ili pak dinast istog imena. Također, zbog nedostatka dokaza u identifikaciji prikaza na novcu teško je odrediti njegovu dataciju. 
U 3.stoljeću pr. Kr. javljaju se novci Ilirskog kralja Monunija sa Zeusom na reversnoj strani i nešto kasnije, njegovog nasljednika Mitilosa s Heraklom na drugoj strani. Zanimljivo je da su oba vladara prikazana sa šljemovima u obliku lavljih glava. Također, bitni nalazi na području Hrvatske uključuju novac posljednjeg ilirskog kralja Genecija iz 2.stoljeća pr. Kr. i novac plemena Daorsa.

## Rimska skulptura
Od samih početaka rimsko se kiparstvo nadovezuje na etrursku i helensku tradiciju. Na iskušane postupke i prihvaćene oblike, rimski umjetnici nadovezuju ideologiju svoga vremena. Grana kiparstva u kojoj su Rimljani dosegli znatnu umjetničku razinu i samostalnost bili su portreti. Korijeni portreta vežu se uz voštane postumne maske iz etruščanske tradicije. 
Imagines maiorum čuvale su uspomenu na pokojnika. Rimljani preuzimaju realna svojstva takve maske, kao i ideju koja znači sjećanje na lik pokojnika.
Portreti s obilježjima heroja i bogova razvijaju se u klasičnoj Grčkoj, ali portret kao takav, onaj s fizionomskim obilježjima pojedinca, nastaje u helenističkom periodu polovinom 4. stoljeća prije Krista. Grčki portret je prije svega idealiziran, a također moramo imati na umu da se rimski portret uvelike nadovezao na tu tradiciju. Vladari koji naručuju portrete,  najčešće javnosti prenose propagirajuće poruke. Pri tome se oslanjaju na tradiciju i poznate simbole snage i moći preuzete iz Grčke umjetnosti.

### Rimski portret u Hrvatskoj

#### Doba Rimske Republike
Istočna obala Jadrana došla je pri kraju 2. st. pr. Kr. politički i gospodarski, u interesnu sferu Rimske države. Iako je zasigurno morao postojati, zasada niti jedan portret iz tog razdoblja nije pronađen. Rimska moć u narednim razdobljima jača. Gospodarski i kulturološki utjecaji šire se na provincije na današnjoj obali Jadrana.  Carska propaganda širi se pomoću vizualnih medija, kao što su skulptura te prvenstveno portret. 

#### Augustovo doba
Reprezentativni carski portreti služili su kao primjer lokalnim radionicama koje izrađuju varijante istih. Jedan od portreta koji je u ovom razdoblju služio kao predložak radionicama bio je portret Augusta. Prije no što je Prima Porta skupina zavladala rimskom skulpturom, u prethodnim godinama rimski majstori ovjekovječili su na veristički način utjecajne ličnosti poput Pompeja, Cezara, Cicerona i Marka Aurelija.
U Saloni je nađena velika stela pomorca i trgovca Gaja Utija. Na ovom su portretu vidljive sve značajke tipične za verističko oblikovanje portreta, a sam tip portreta podsjeća na portrete Marka Aurelija. Iz tog doba važan je i portret Oktavijana izvađen iz mora kod Osora, koji pripada akcijskom tipu iz 25. godine prije Krista. Glavna karakteristika portreta Prima Porta jest povratak klasičnim idealima, kao što su idealizacija crta lica, uljepšavanje grubosti kože, nedostatak detalja i odbacivanje unutrašnje karakterizacije. Na hrvatskom području još niti jedan portret ovog tipa nije pronađen.

#### Julijevsko – klaudijevsko doba
Augustova idealistička stilska koncepcija dovodi do pojednostavljenja oblika. Jedna od desetak kipova pronađenih u Ninu je statua Tiberija koja je pripisana tom caru zbog sličnosti s drugim statuama tog vladara diljem carstva. Ovaj portret ima klasicistička obilježja poprilično duboko uklesanih nabora koji daju snažan koloristički efekt. Fizionomski detalji shematizirani su, a car je idealiziran na klasicistički način. Propaganda carske obitelji utjecala je i na modu ovih krajeva. Livijin portret iz Nerone sličan je onome iz Fajuma. Ona nosi tipičnu frizuru za to doba, nodus povrh glave.  Tiberijevu razdoblju pripada i vrijedna glava njegovog sina Druza Mlađega koja je izvađena iz mora kod Osora zajedno sa spomenutom Oktavijanovom glavom.

#### Doba Flavijevaca
U ovom periodu carski portret pronalazi sklad između klasicističkih i verističkih obilježja. Najvažniji uzori su reprezentativni portreti Vespazijana, Domicijana i njegove žene Domicije Longhine. Portret s Visa koji prikazuje Vespazijana koncipiran je realistički. Golema, proćelava glava odaje starost vladara, ali ipak postoji profinjenost i vladarsko dostojanstvo što je klasicistička crta. Glava cara nađena kod Nerone također lijepo balansira između verističkih i klasicističkih poimanja. Iz ovog razdoblja ostalo je mnogo sačuvanih portreta i na ukrasnim predmetima poput jantarskih prstena i ukosnica. Ženski portreti prate frizure carica i princeza, Domitije i Julije Titi.

#### Trajanovo doba
Trajanov decennalia portret sintetizira klasični i realistični pristup koji doseže snažan i ponosan izraz. U Hrvatskoj se očuvalo dosta portreta službenog i privatnog karaktera. Monumentalni Trajanov portret s Visa naglašava odlučnost i herojski izraz, dok Trajanov portret iz Salone, decennalia tip, ne napušta klasični stav, ali se također ne boji visokim realizmom prikazati fizionomiju cara.  I na stelama se vidi utjecaj carskog portreta. Stela, uzidana kao nadvratnik u Gašpinoj mlinici u Saloni, pripadala je Prostini Prokuli. Ona pokazuje modni utjecaj trajanskih ženskih likova te se teži fizionomskom oponašanju carice.

#### Hadrijanovo doba
Car Hadrijana probudio je interes za stare postupke grčke umjetnosti. Dobiva nadimak Greaeculus zbog svog strastvenog proučavanja grčke kulture. Glavne karakteristike Hadrijanovog doba su pojačavanje kolorističkih efekata.  Dakle, veliki kontrast između bujno obrađene kose i glatkog inkarnata. Za ovaj period važna je pojava udubljivanja zjenica i šarenica u inače prazan prostor bjeloočnice. U to doba započinje velika produkcija monumentalnih stela s portretima. Do nas nije dospjela u tako velikom broju ili je, možda, za tako mali broj pronađenih nalaza portreta u Hrvatskoj zadužen ipak nesretan splet okolnosti. Primjer hadrijanske skulpture nadgrobna je stela iz Vinkovaca, nekadašnje kolonije Cibalae. To je portret iz 120- godine, a pripadao je centurionu Marku Hereniju Valensu rodom iz Salone. Izuzetno je dobro izrađen te se na njemu jasno vidi utjecaj Hadrijanovog portreta. 

#### Doba Antonina
Tijekom antoninskog doba nastavljaju se tendencije izrade hadrijnskih portreta sve do 2.stoljeća. Te karakteristike najjasnije se očituju u postizanju snažnog kontrasta između svijetlih i tamnih dijelova skulpture. Također, naglašavaju se modne karakteristike postizanjem sve sofisticiranijih ženskih i muških frizura. Na području Hrvatske postoji velik broj sačuvanih antičkih portreta koji se danas čuvaju u brojnim hrvatskim muzejima. Primjerice portret bradatog muškarca datiranog u rasnoantoninsko razdoblje. Unatoč velikoj oštećenosti prednjeg dijela glave, jasno je vidljiva paralela s portretima Lucija Vera. Osim najzastupljenijih portretnih skulptura, prisutna je zastupljenost portreta na gemama poput primjera koji prikazuje bračni par nalik na Faustinu Mlađu i Antonina Pija. Zastupljeni su i portreti na stelama te herme. 

#### Doba Severa
U ranom severskom razdoblju nastavlja se stilski razvoj kasnoantoninskih portreta. Nastavlja se jako kontrastiranje svjetlosnim efektima, ali također dolazi do ogrubljivanja prethodnih oblika te pojednostavljivanja detalja lica. Portreti dobivanju zatvorenu formu. Prikazi Septimija Severa zadržavaju antoninske karakteristike, ali kod njegove žene Julije Domne dolazi do velike promjene u modnim karakteristikama frizure.  Na području Hrvatske nema mnogo sačuvanih portreta iz tog razdoblja, ali najznačajniji je svakako mramorni portret žene nazvan Salonitankom. Pretpostavlja se kako je to prikaz glave Plautille, rimske princeze. Prema frizuri koja se sastoji od kriški portret se može datirati u rano 3. stoljeće.  Prisutni su i portreti na perlama i prstenju.

#### Doba vojničkih vladara
Zatvorene forme portreta nastavljaju se u razdoblju Severa. Iz tog razdoblja postoji vrlo malo službenih, ali i privatnih portreta.  Najvažnija promjena događa se s nadgrobnim spomenicima. Sarkofazi postaju najzastupljeniji oblik luksuznih nadgrobnih spomenika zbog promjena do kojih je došlo u načinu sahranjivanja. Akroteriji postaju mjesta na kojima se postavljaju portreti.  Jedan takav primjer je poklopac sarkofaga iz Salone, datiranog u 3. stoljeće. Na jednom akroteriju je portret žene u zrelim godinama, prikazanoj u raskošno uređenoj haljini sa stolom preko grudi što je tipično za to razdoblje. Na drugom akroteriju je portret muškarca odjevenog u togu.

#### Tetrarhijsko doba
U doba tetrarhije javljaju se različite stilske tendencije koje su rezultat društvenih i umjetničkih promjena. Portreti teže ikoničnosti, izbjegavanju detalja, okrupnjivanju oblika te zatvaranju strukture. Izbjegava se individualnost u prikazu portretirane osobe.  Najbolje očuvani portreti tetrarha s područja Hrvatske su dvije herme iz Salone s prikazima augusta Dioklecijana i Maksimilijana te cezara Galerija i Konstancija Klora koji su prikazani s bikovskim karakteristikama. Iz tog razdoblja potječe posljednja monumentalna nadgrobna stela iz Dalmacije te brojni portreti na kovanicama.

#### Konstantinovo i poslijekonstantinovo doba
Sve izraženija ikoničnost i potpuni gubitak individualnosti karakteristike su razdoblja Konstantinove vladavine. Čovjekov lik dostiže razinu ikone. Karakteristike portreta su goleme lubanje i širom otvorene oči koje gledaju u prazno iznad promatrača.  Primjer portreta iz tog razdoblja je ženski portret od mramora iz Solina. Portret sadrži tipične karakteristike tadašnje portretistike. Izduženo lice s krupnim očima. Postoji velik broj sarkofaga datiranih u to razdoblje.

## Galerija djela
- Glava Oktavijana, Osor, Arheološka zbirka u Osoru, 30-20. g. pr. Kr.
- Agrippina glava, nepoznato nalazište, 20. g. pr. Kr.
- Augustov kip, Nin, Arheološki muzej u Zadru, 23-30. g.
- Falera s likom Tiberija, Burnum, Arheološki muzej u Zadru, 20-30 g.
- Gema s glavama muškarca i žene, Salona, Arheološki muzej u Splitu, 2. st.
- Glava cara Vespazijana, Narona, Arheološka zbirka u Vidu kod Metkovića, 80-90. g.
- Glava Nerona Cezara, Salona, Arheološki muzej u Splitu, 20-30. g.
- Glava Plautile, Salona, Arheološki muzej u Zagrebu, 210.g.
- Stela Tita Fuficija, Salona, Arheološki muzej u Splitu, 40-50.g.
- Tiberijev kip, Nin, Arheološki muzej u Zadru, 20-30.g.

## Vanjske poveznice
- Arheološki muzej Narona
- Arheološki muzej Zagreb
- Arheološki muzej Split  Arhivirana inačica izvorne stranice od 16. travnja 2014. (Wayback Machine)
- Arheološki muzej Zadar  Arhivirana inačica izvorne stranice od 4. ožujka 2014. (Wayback Machine)
- Arheološko nalazište Narona[neaktivna poveznica]